# بيرترام شتاينبرجر
بيرترام شتاينبرجر (بالألمانية: Bertram Steinberger)‏ مواليد 1 فبراير 1986 في النمسا، هو لاعب كرة مضرب نمساوي يلعب باليد اليمنى ويحتل حالياً المرتبة رقم. 1704 (17 يناير 2011) في تصنيف رابطة محترفي كرة المضرب. أعلى تصنيف له في الفردي كان المركز الـ 707 في سنة 2008. أعلى تصنيف له في الزوجي كان المركز الـ 302 في سنة 2010.

## النهائيات

### الزوجي: 1 (1–0)
| الحصيلة | الرقم | التاريخ        | الدورة                  | الأرضية | الشريك      | المنافسون في النهائي          | النقاط   |
| الفوز   | 1.    | 12 سبتمبر 2010 | ألفن آن دن راين, هولندا | ترابية  | فاروق دستوف | روي بروجلينج باس فان دير فالك | 6–4, 6–1 |

## روابط خارجية
- بيرترام شتاينبرجر على موقع رابطة محترفي التنس (الإنجليزية)
- بيرترام شتاينبرجر على موقع الاتحاد الدولي لكرة المضرب (الإنجليزية)
- بيرترام شتاينبرجر على موقع خلاصة التنس.كوم (الإنجليزية)